# Nicolas Reynaud
Pour les articles homonymes, voir Reynaud.
Nicolas Reynaud, né le 29 septembre 1771 au Puy-en-Velay (Haute-Loire), mort le 27 juillet 1828 dans la même ville, est un général français de l’Empire.

## États de service
Il entre en service le 1er février 1791, comme sous-lieutenant au 34e régiment d’infanterie, et il fait les campagnes de 1792 à l’an VI, aux armées de la Moselle, du Nord, des Pyrénées orientales, et d’Italie. Le 16 septembre 1792, il devient capitaine d’infanterie dans la légion des Pyrénées, et il passe avec ce grade dans la cavalerie de cette légion le 1er novembre suivant, qui devient 22e régiment de chasseurs à cheval le 6 septembre 1793. 
En 1798, il est désigné pour faire partie de l’expédition en Égypte, et le 11 août 1798, à Salahieh, il est blessé d’un coup de sabre à la tête et d’un coup de feu à la cuisse. Le général Bonaparte le nomme le jour même, chef d’escadron sur le champ de bataille. Il est nommé chef de brigade le 23 septembre 1800, au 20e régiment de dragons, et le 21 mars 1801, il se trouve à la bataille d’Aboukir, où il reçoit un coup de baïonnette à la main droite, et a un cheval tué sous lui. Rentré en France après la capitulation d’Alexandrie, il tient garnison à Saint-Jean-d'Angély. De l’an XII à l’an XIII, il est employé à l’armée des côtes de l’Océan, et il est fait chevalier de la Légion d’honneur le 11 décembre 1803, et officier de l’ordre le 14 juin 1804.
De 1805 à 1807, il fait les campagnes d’Autriche, de Prusse et de Pologne, avec la 1re division de dragons de la réserve de cavalerie de la Grande Armée. Il se signale au combat de Neresheim le 17 octobre 1805, où il prend à l’ennemi 1 000 hommes et 2 drapeaux. Il est fait commandeur de la Légion d’honneur le 25 décembre 1805. Le 14 octobre 1806, il combat à Iéna, puis le 26 décembre à Golymin, et il est promu général de brigade le 31 décembre 1806. Le jour même il est mis à la tête de la 1re brigade de la 3e division de cuirassiers.
Il est créé baron de l’Empire le 10 février 1809, et il est désigné pour la campagne d’Allemagne de 1809. Il est blessé d’un coup de feu au bras à la bataille de Wagram le 6 juillet 1809, et le 21 juillet il est chargé du commandement du dépôt de cavalerie à Penzing. De retour en France, il prend le commandement du dépôt de cavalerie de Libourne le 9 novembre 1809, et il est mis en disponibilité en septembre 1810.
Le 30 novembre 1811, il est remis en activité comme commandant du département de la Lippe, et le 25 décembre suivant il est employé dans le corps d’observation de l’Elbe au sein de la 6e division de cuirassiers. Il prend part à la campagne de Russie en 1812, comme commandant de la 1re brigade de la 5e division de cavalerie lourde du 1er corps de cavalerie.
Rentré en France pour cause de santé, il est mis en non activité le 1er avril 1813, et le 10 mai suivant, il est chargé de l’inspection des dépôts de cavalerie dans les 9e, 10e, 11e et 20e divisions militaires. Le 20 août 1813, il prend la tête d’une colonne mobile pour aller à la recherche des réfractaires et des déserteurs. Lors de la Première Restauration, il est placé en non activité, puis le 30 décembre 1814, il est nommé inspecteur de cavalerie dans les 9e, 10e, 11e et 20e divisions militaires. Il est remis en non activité le 20 mars 1815. Il est compris comme disponible dans le cadre de l’état-major général de l’armée le 30 décembre 1818, et il est admis à la retraite le 1erdécembre 1824. 
Il meurt le 27 juillet 1828.

## Dotation
- Le 17 mars 1808, dotation d'une rente de 10 000 livres à percevoir en Westphalie.

## Armoiries
| Figure | Nom du baron et blasonnement |
| ------ | --- |
|        | Armes du baron Nicolas Reynaud et de l'Empire, décret du 19 mars 1808, lettres patentes du 10 février 1809, commandeur de la Légion d'honneur Écartelé au premier d'azur à trois étoiles d'or une et deux au deuxième des barons tirés de l'armée, au troisième de gueules à l'obélisque égyptien, de granit, sénestre d'un palmier dattier au naturel, le tout terrassé de sinople. Au quatrième d'azur au renard passant au naturel, contourné et terrassé de sinople - Livrées : les couleurs de l'écu, le verd en bordure seulement. |

## Sources
- A. Lievyns, Jean Maurice Verdot, Pierre Bégat, Fastes de la Légion-d'honneur, biographie de tous les décorés accompagnée de l'histoire législative et réglementaire de l'ordre, Bureau de l’administration, janvier 1844, 529 p. (lire en ligne), p. 456.
- R. Dumolin, « Biographie des Officiers-Généraux de la Haute-Loire : Nicolas Reynaud, baron d'empire, général de brigade », Annales de la Société d'agriculture, sciences, arts et commerce du Puy,‎ 1850 (lire en ligne)
- Vicomte Révérend, Armorial du premier empire, tome 4, Honoré Champion, libraire, Paris, 1897, p. 134.
- Georges Six, Dictionnaire biographique des généraux & amiraux français de la Révolution et de l'Empire (1792-1814), Paris : Librairie G. Saffroy, 1934, 2 vol., p. 363
- « Cote LH/2311/60 », base Léonore, ministère français de la Culture
- (en) « Generals Who Served in the French Army during the Period 1789 - 1814: Eberle to Exelmans »
- Thierry Pouliquen, « Les généraux français et étrangers ayant servis [sic] dans la Grande Armée » (consulté le 18 novembre 2014)
- « La noblesse d’Empire » (consulté le 18 novembre 2014)
- (pl) « Napoléon.org.pl »